# Gelsenkirchen Hauptbahnhof

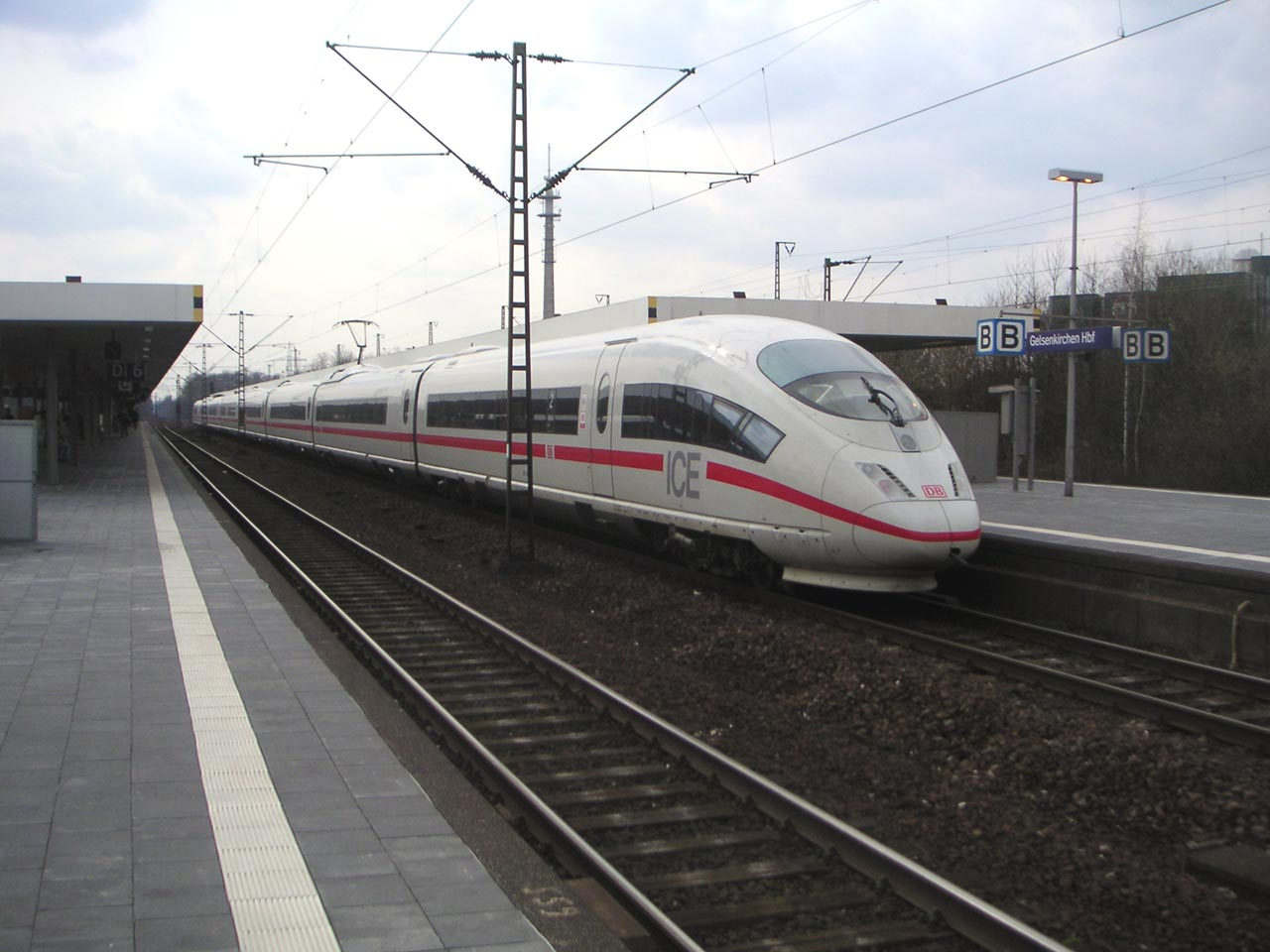
Pociąg ICE

Gelsenkirchen Hauptbahnhof – główny dworzec kolejowy w Gelsenkirchen, w kraju związkowym Nadrenia Północna-Westfalia, w Niemczech. Obsługuje dziennie około 35 tys. pasażerów.
| Gelsenkirchen Hbf                 |  |                  |
| Linia Duisburg Hbf – Dortmund Hbf |  |                  |
|                                   |  | Wanne-Eickel Hbf |